# Agrostis flavida
Agrostis flavida é uma espécie de gramínea do gênero Agrostis, pertencente à família Poaceae.